# Stradivari Booth
Lo Stradivari Otto Booth; Cho-Ming Sin del 1716 è un antico violino fabbricato dal liutaio italiano Antonio Stradivari (1644–1737) di Cremona. L'etichetta originale dello strumento era "Antonius Stradivarius Cremonensis faciebat Anno 1716". Lo Stradivari Booth ha una parte posteriore in due pezzi e una lunghezza del corpo di 35,4 cm.

## Storia
Il Booth prende il nome da un ex proprietario, la signora Wilhelm von Booth, che acquistò lo strumento nel 1855 affinché suo figlio Otto van Booth potesse suonarlo in un quartetto Stradivari. Otto van Booth vendette lo strumento nel 1889 a George Hart, un rivenditore di strumenti di Londra e da allora lo strumento è stato utilizzato nei concerti. Nel 1930 il Booth fu venduto all'asta dalla American Art Association, New York alla Rudolph Wurlitzer Company e suonato dal famoso violinista ucraino Mischa Mischakoff dal 1931 al 1961. Dopo il 1961 lo strumento entrò a far parte della Collezione Henry Hottinger di New York. Cho-Ming Sin da cui lo strumento ha ricevuto uno dei suoi nomignoli ha posseduto lo strumento fino al 1978.
Per un certo periodo, lo strumento fu posseduto e suonato dalla violinista Iona Brown, che dopo un'esibizione a Tokyo del 1998 di The Lark Ascending, ripose lo strumento nella sua custodia dichiarando: "Fu ricevuto così estaticamente dal pubblico che sono tornatao nel mio camerino, misi il mio violino nella custodia e dissi: "Non lo farò mai più". Ho pensato che fosse meglio uscire di scena con una nota acuta". (The Lark Ascending termina con una delle note più alte del violino). Non suonò mai più il violino, citando l'artrite e l'età. Vendette lo strumento nel 1999.
Dal 1999 il Booth è di proprietà della Nippon Music Foundation e prestato a illustri violinisti.
Dopo Iona Brown, la violinista tedesca Julia Fischer ha suonato lo strumento dal 2000 all'estate del 2004, fino a quando acquistò un Guadagnini del 1742 (rielaborato nel 1750). Dopo Julia Fischer, il violinista giapponese Shunske Sato ha suonato lo strumento.
Il Booth è attualmente in prestito alla violinista tedesca Arabella Steinbacher.